# Riot Fest
Riot Fest (wordt ook wel Riot Fest & Carnival genoemd) is een muziekfestival uit de Verenigde Staten dat zich vooral op rock, punk, alternatieve rock en soms hiphop richt. Het festival is in 2005 in Chicago begonnen, maar spreidde zich al snel uit naar Denver en Toronto.

## Muziek
Het merendeel van de bands zijn punk-, new wave- of hardcore-punkbands. Ook andere nauw verwante genres, zoals emocore, alternatieve rock, poppunk, ska en metalcore hebben en grote invloed op het Riot Fest. Ook wordt er soms hiphop, psychobilly, thrash metal, post-hardcore en indie op het festival gespeeld.
Veel bands afkomstig uit Chicago hebben op het festival gespeeld, waaronder Naked Raygun, The Lawrence Arms, Rise Against, Alkaline Trio, Fall Out Boy, Screeching Weasel, Flatfoot 56 en The Tossers.

## Geschiedenis
Riot Fest begon in Chicago in 2005 als een multi-venue festival dat drie dagen lang aanhield. De bands speelden in verschillende concerthallen in Chicago zoals Metro, Subterranean, Double Door, Cobra Lounge en Congress Theater.